# M (2007年の韓国映画)
『M』（エム）は、2007年の韓国映画。イ・ミョンセ監督の作品で、韓国での観客動員は44万人。
現実の世界にいる婚約者と、夢の世界ミミとの間を行き来するミヌの混乱を、イ・ミョンセ監督作品の特徴ともいえるコマ送り・激しい画面の切り替わり等の編集や画像加工を多用して描いたミステリー作品。

## ストーリー
スランプに陥っていたミヌは、誰かに見られているという強迫観念にとらわれていた。ミヌが感じていた視線は、気のせいではなく、彼を追う女性のものだった。路地裏のバー・ルパンで、ミヌは視線の主である女性と会った。翌日、バーに行ったという記憶は、おぼろげだったが、ミヌの手元にルパンのマッチが残っていた。ウネは、ミヌの夢と現実を混同している様子を見て、不安に思うようになる。
ミヌがバーで会った女性は、初恋の相手のミミで、ミヌは、自分がミミとの記憶を消し去ろうとしていたことに気づく。ミヌが高校生の時に、ミヌの父親は事業に失敗して亡くなり、故郷から離れなければならなかった。ミヌは、ミミにさえ告げずに故郷を離れていた。
ミヌは高校時代の友人から、ミミがずいぶん前に亡くなったと聞かされるが、ミミに会ったと、ミミの死を否定する。ミミは何者かに追われる中で、自分が既に死んだということを知るが、ミヌとミヌの夢の中で会う事をやめたくなかった。
ミヌの混乱は次第に強くなり、不眠と悪夢が続き、ウネに対して挙動不審になっていく。ウネはミヌが別人になったように感じ、強い不安を抱く。ミヌはミミと夢の中で会っている事を確信し、ミミと再会してからの出来事を、一心不乱に書き始める。
ミヌは、ミミが自分との約束の場所に向かう途中、交通事故で亡くなった夢を見た。急いでルパンに向かったミヌは、ミミと再会を喜び、別れを悲しむ。ミヌのために逝くと決めたミミの夢を見たミヌは、久しぶりに穏やかな眠りから覚めた。ルパンのマッチが無くなっていた。

## 登場人物
ミヌ - カン・ドンウォン 
ベストセラー作家だがスランプに陥っている。
ミミ - イ・ヨニ
ミヌと同じ高校に通っていた、ミヌの初恋相手。
ウネ - コン・ヒョジン
ミヌの婚約者で、既に新居で同居している。
ミヌの友だち - チョン・ボフン
高校時代の友人で警察官。
医師 - チョン・インギ
ミヌが通う精神科の医者

## DVD・書籍
- DVDスタンダードエディション 品番：AVBF - 29197（2009年5月8日発売）
- DVDコレクターズエディション 品番：AVBF - 29199（2009年5月8日発売）